# Notoseris dolichophylla
Notoseris dolichophylla là một loài thực vật có hoa trong họ Cúc. Loài này được C.Shih mô tả khoa học đầu tiên năm 1989.